# Wapen van Hillegersberg

Hillegond in het wapen van Hillegersberg

Het wapen van Hillegersberg toont de reuzin Hillegond (of Hillegonda) met gescheurde rok, waar zand uitloopt, de legende wil dat het dorp Hillegersberg op die plaats gebouwd is.

## Geschiedenis

Wapen (1694)

Naar Hillegond is ook de Hillegondakerk genoemd, die reeds in een oorkonde uit omstreeks 1500 genoemd is, het wapen is aangetroffen op restanten uit die periode. Echter, het oorspronkelijke wapen was niet in de Rijkskleuren uitgevoerd. Maar omdat de gemeente bij de bevestiging van het wapen (in 1816) geen kleuren aangaf werd dit wel gedaan. Sinds het opgaan van het dorp Hillegersberg in de gemeente Rotterdam in 1941 mag het wapen officieel niet meer gevoerd worden.